# Loughborough Lake
Loughborough Lake är en sjö i Kanada.   Den ligger i countyt Frontenac County och provinsen Ontario, i den sydöstra delen av landet, 120 km sydväst om huvudstaden Ottawa. Loughborough Lake ligger 122 meter över havet. Arean är 9,8 kvadratkilometer. Den sträcker sig 6,4 kilometer i nord-sydlig riktning, och 8,5 kilometer i öst-västlig riktning.